# Clemencic Consort
Il Clemencic Consort è un consort vocale e strumentale austriaco specializzato nell'esecuzione di musiche che vanno  dal medioevo al barocco.

## Storia
Il Clemencic Consort è stato costituito a Vienna nei primi anni sessanta del XX secolo dal compositore, clavicembalista e direttore d'orchestra austriaco René Clemencic. Il complesso ha un organico variabile che va da tre cantanti ad un gruppo di cantanti e strumentisti che può superare i quaranta elementi in funzione delle opere che deve eseguire. I componenti sono tutti strumentisti e cantanti solisti provenienti da moltissimi paesi. 
Nel 1978 l'ensemble ha registrato la colonna sonora per il film Molière di Ariane Mnouchkine.
Fra i pezzi del suo repertorio si va dalla Messe de Notre-Dame di Guillaume de Machaut al Nascimento dell'Aurora di Tomaso Albinoni, dai Carmina Burana nell'edizione medioevale  alla Messa di Tournai e molti altri ancora. In oltre 45 anni l'ensemble ha partecipato ai più famosi festival europei riscuotendo grande successo e vincendo numerosi premi.

## Discografia
Nel corso di quasi mezzo secolo il Clemencic Consort ha inciso numerosi dischi di musiche che vanno dalla musica polifonica medioevale e rinascimentale, alla musica barocca composta fino alla metà del XVIII secolo. Ha inciso per molte etichette discografiche fra le quali Harmonia Mundi, Naxos, Arte Nova, Nova Era, Stradivarius, Oehms Classics ed altre.
- 1973 - Danses de la Renaissance (Harmonia Mundi)
- 1974-1977 - Carmina Burana (Harmonia Mundi, 4 LP)
- 1975 - Le Roman de Fauvel (Harmonia Mundi)
- 1975 - Guillaume Dufay, Messe "Ave Regina Coelorum" (Harmonia Mundi)
- 1976 - Les Cantigas de Santa Maria (Harmonia Mundi)
- 1976 - Dictionnaire des Danses de la Renaissance (Harmonia Mundi)
- 1976 - Basses Danses et Chansons 1450-1550. Le Chansonnier de Marguerite d'Autriche (Harmonia Mundi)
- 1977 - Troubadours (Harmonia Mundi)
- 1978 - Danses anciennes de Hongrie et de Tramsylvanie (Harmonia Mundi)
- 1978 - Guillaume Dufay, Missa "Caput" (Harmonia Mundi)
- 1978 - Guillaume Dufay, Missa "Ecce ancilla Domini" (Harmonia Mundi)
- 1978 - Jacob Obrecht, Missa "Fortuna Desperata" (Harmonia Mundi)
- 1978 - Original music of the film Molière (Harmonia Mundi)
- 1992 - Mysterium passionis et resurrectionis (Nuovo Era)
- 1994 - Hans Sachs und seine Zeit (Stradivarius, STR-33361)
- 1995 - Alessandro Scarlatti, Il Giardino D'Amore (Accord)
- 1997 - Motetus. Musica al tempo di Notre-Dame Parigi (Stradivarius, STR-33398)
- 1999 - Guillaume de Machaut, La Messe de Nostre Dame (Arte Nova Classics, CD 85289)
- 1999 - Ludus Danielis. Liturgical Drama of the 12th Century (Aura Classics)
- 2000 - Antonio Caldara, Missa Dolorosa, Stabat Mater (Naxos)
- 2001 - Mysterium Passionis et Resurrectionis Festum Sanctissima Pascha (Nuova Era)
- 2002 - Guillaume Dufay, Cathedral Sounds (Arte Nova Classics)
- 2002 - Gilles Binchois, Chansons, Missa Ferialis, Magnificat (Musique en Wallonie)
- 2004 - Laudate Pueri. Baroque Christmas (Oehms Classics)
- 2005 - La Messe de Tournai (Oehms Classics, OC-361)
- 2005 - Johann Joseph Fux, Emperor's Requiem (Arte Nova Classics)
- 2005 - Heinrich Ignaz Franz Biber, Balletti and sonatas for trumpets and strings (Oehms Classics, OC-515)
- 2007 - Heinrich Ignaz Franz Biber, Fidicinim Sacro Profanum (Accord)
- 2008 - Tomaso Albinoni, Il nascimento dell Aurora (Oehms Classics, OC 913)
- 2009 - Carmina Burana. Codex Buranus (Oehms Classics)